# 埃德尔湖
埃德尔湖是德國黑森州瓦尔代克-弗兰肯贝格县境内埃德尔河上的水库，長28.5公里、寬1.2公里，面積11.8平方公里，集水區面積1,443平方公里，海拔高度245米，蓄水量近2億立方米，是德国水面面积第二大（仅次于福爾根湖），容量第三大的水库。
埃德尔湖水坝属于重力坝，长393米，高44米，底部宽36.2米，顶部宽6米。水库最初是为了保障内河船运夏季顺利通航而于20世纪初修建，后来也做春季防洪、发电使用，今天已经成为一处深受游客喜爱的水上乐园。

## 位置

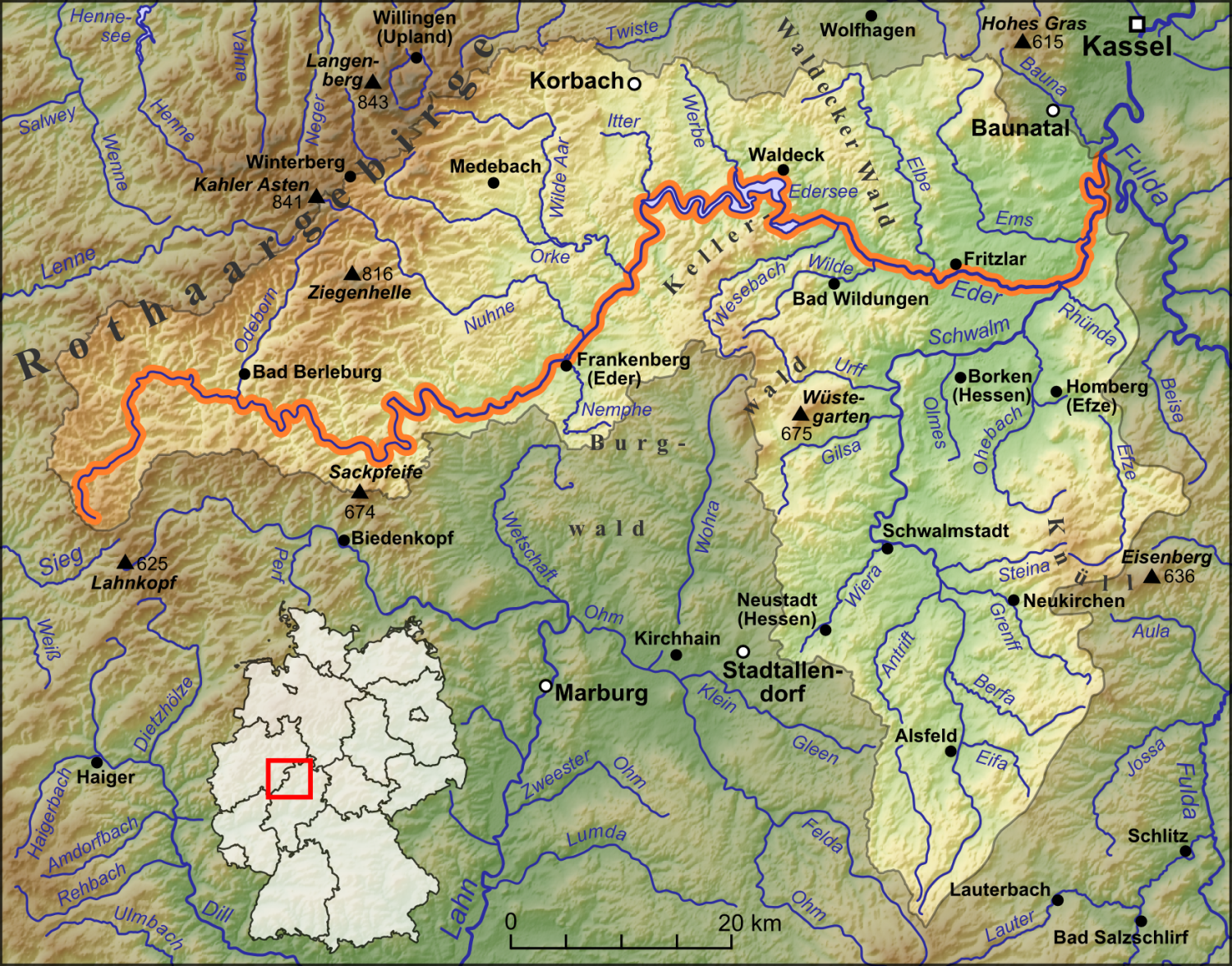
埃德尔河流域及埃德尔湖的位置

埃德尔河流经德国北威州和黑森州北部，在埃德尔明德汇入富爾達河，河道全長177公里，流域面積3,362平方公里。埃德尔河上修建起拦河大坝后，形成了埃德尔湖。埃德尔湖属于黑森州瓦尔德克-弗兰肯贝格县，位于卡塞尔市西南约30公里。湖边的城镇有弗尔、瓦尔代克和埃德塔尔，其中弗尔位于上游，瓦尔代克位于北岸，埃德尔塔尔位于南岸。

## 历史
埃德尔湖水坝是由Philipp Holzmann公司于1908年至1914年修建，土方填筑30万立方米，总造价达2500万德國金馬克，原计划于1914年8月15日举行落成典礼，但由于德意志帝國于1914年8月1日参加一战而取消。
二战中，德国多处水坝成为盟军轰炸的目标。1943年5月17日凌晨两点左右，大坝被英军炸出了一个半圆形的缺口。缺口高约22米，长约70米。洪水以8000m³/s的速度倾泻而出，库容损失80%，造成68人死亡，瓦弗县213座建筑被毁。当年，托特组织强制大约2000名劳工修复了大坝，另外希特勒青年團和国家劳役团也参与了重建。
1990到1995年间，德国政府对埃德尔湖大坝进行了全面维修，令大坝可以再使用80～100年。
- 弹跳炸弹示意图
- 被炸毁的埃德尔湖水坝（英语：Edersee Dam）
- 修复后的埃德尔湖水坝

## 功能

### 旅游

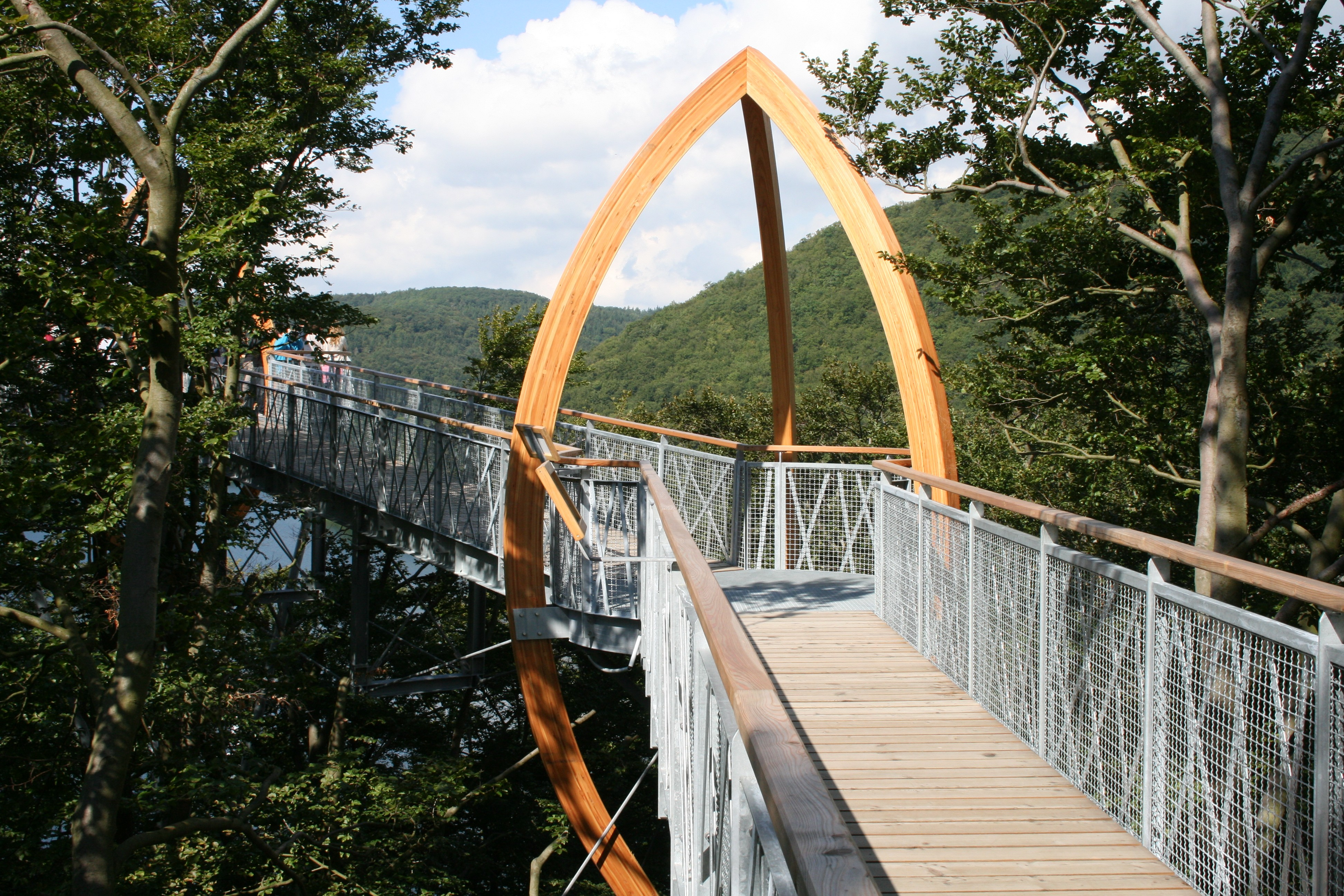
在树上架起的小路

埃德尔湖是一处深受游客喜爱的水上乐园，有垂钓、划船、皮划艇、帆船、冲浪、划水、潜水等各种水上运动。可以骑自行车游或徒步绕湖而行，另外还可以进行骑马、滑翔伞、射箭等活动。
埃德尔湖周边还有很多名胜古迹，特别是离湖面200米高的瓦德尔克宫殿，从那里可以俯瞰到埃德尔湖的全景，领略凯勒森林的美景。凯勒森林-埃德尔湖国家公园里有一片面积约5700公顷的山毛榉森林，是中欧最大的山毛榉森林]，2011年被列为世界自然遗产。

### 发电
瓦尔德克I号抽水蓄能电站（PSW Waldeck I）建于20世纪30年代，運作几十年后，德国能源公司E.ON投资5200万欧元对其进行现代化改造，并于2010年6月1日正式建成并举行了竣工典礼。此后，E.ON又计划投资2.5亿欧元，在瓦尔德克II号抽水蓄能电站（PSW Waldeck II）附近新建一个300MW的抽水蓄能电站（PSW Waldeck II+），该电站投入運作后，瓦爾德克抽水蓄能計畫将拥有总装机920MW的柔性发电能力，相当于德国抽水蓄能电站总容量的15%。

埃德尔湖下游的瓦尔德克抽水蓄能电站